# Mongols (gang de motards)
 (août 2009).
Si vous disposez d'ouvrages ou d'articles de référence ou si vous connaissez des sites web de qualité traitant du thème abordé ici, merci de compléter l'article en donnant les références utiles à sa vérifiabilité et en les liant à la section « Notes et références ».
Pour les articles homonymes, voir Mongol (homonymie).
Le Mongols Motorcycle Club est un groupe de motards hors-la-loi. Le groupe a son quartier général en Californie du Sud, et fut créé à Montebello en Californie, par des motards hispaniques recalés à l'entrée des Hells Angels à cause de leur appartenance ethnique. Les autorités américaines estiment à environ 500 voire 600 les membres des Mongols, leur plus grande zone d'influence étant la Californie.

## Activités criminelles
Les Mongols sont connus pour avoir beaucoup de problèmes avec les forces de l'ordre, notamment à cause du trafic d'amphétamines, de vols, et de meurtres,.  
En 1998, le club fut infiltré par un agent des stupéfiants, celui-ci grimpant petit à petit les échelons du club jusqu'à en devenir trésorier. En 2000, à la suite de son infiltration de 28 mois, 54 membres des Mongols furent arrêtés, les charges étant trafic de drogue, conspiration et tentative de meurtre.
En 2002, une confrontation eut lieu à Laughlin, Nevada, entre les Mongols et les Hells Angels, au Harrah's Laughlin Casino, trois bikers furents tués, deux Hells Angels, Albert Munson et Rodolphe O'Connel d'origine française et un Mongols, Dwight Dougill.